# カストル (タルヌ県)
カストル (Castres)はフランス共和国、オクシタニー地域圏、タルヌ県に位置する都市。社会主義の政治家、ジャン・ジョレスの出身地として知られている。また、ゴヤ美術館がある。

## スポーツ
ミディ=ピレネー地域圏はラグビーの盛んな地域として知られており、カストルもラグビーの盛んな街である。
- カストル・オランピック - 1906年創立のラグビークラブ。TOP14に所属し、フランス選手権優勝5回を誇る古豪。

## 姉妹都市
- リナーレス、スペイン
- ウェイクフィールド、イングランド
- ブタレ、ルワンダ